# 農林水産審議官
農林水産審議官（のうりんすいさんしんぎかん、英訳：Vice-Minister for International Affairs, Ministry of Agriculture,Forestry and Fisheries）は、国家公務員の官職及び役職の一つである。
農林水産事務次官に次ぐ農林水産省における官僚のナンバー2のポストであり、いわゆる次官級審議官職の一つで農林水産省設置法に定められている「特別な職」である。現在の定員は1人。現任は渡邉洋一（2024年7月5日 -）。
一般には「農林水産省農林水産審議官」のように省名を冠する表記もなされるが、辞令上の正式な官職表記は農林水産事務次官と同様に省名を冠さない「農林水産審議官」となる。これは、大臣からの辞令（つまり省内の辞令）であるために省名を略しているというだけでなく、国会あるいは内閣・他省庁からの辞令等でも単に「農林水産審議官」と表記されることからも正式呼称であることが確認される（同省の各局長も省内辞令では省名を冠していないが国会等外部からは農林水産省○○局長と表記されており明確な差異がある。）。

## 職務
農林水産審議官は、命を受けて、農林水産省の所掌事務に係る重要な政策に関する事務を総括整理する（農林水産省設置法第5条第2項）。

## 歴代農林水産審議官
| 代 | 氏名       | 在任期間        | 前職                      | 退任後                                               |
| -- | ---------- | --------------- | ------------------------- | ---------------------------------------------------- |
| 1  | 塩飽二郎   | 1990年 - 1994年 | 経済局長                  | 畜産振興事業団理事長                                 |
| 2  | 真鍋武紀   | 1994年 - 1996年 | 経済局長                  | 国際協力事業団副総裁、香川県知事                     |
| 3  | 東久雄     | 1996年 - 1998年 | 水産庁長官                |                                                      |
| 4  | 熊澤英昭   | 1998年 - 2001年 | 経済局長                  | 農協共済総合研究所理事長、チェコ駐箚特命全権大使     |
| 5  | 竹中美晴   | 2001年 - 2003年 | 官房長                    | 全国農業共済協会会長、海外漁業協力財団理事長         |
| 6  | 木下寛之   | 2003年 - 2006年 | 水産庁長官                | 農畜産業振興機構理事長、日本協同組合連携機構特別顧問 |
| 7  | 村上秀徳   | 2006年 - 2009年 | 大臣特別補佐官 (国際担当) | チリ駐箚特命全権大使、食品産業センター理事長         |
| 8  | 山田修路   | 2009年 - 2012年 | 水産庁長官                | 参議院議員、総務大臣政務官                           |
| 9  | 佐藤正典   | 2012年 - 2013年 | 水産庁長官                | えびせんべいの里顧問、ロッテ財団専務理事             |
| 10 | 針原寿朗   | 2013年 - 2015年 | 食料産業局長              | 住友商事顧問                                         |
| 11 | 松島浩道   | 2015年 - 2019年 | 生産局長                  | 駐スロベニア大使                                     |
| 12 | 大澤誠     | 2019年 - 2021年 | 経営局長                  | 農林中央金庫エグゼクティブアドバイザー               |
| 13 | 新井ゆたか | 2021年 - 2022年 | 消費・安全局長            | 消費者庁長官                                         |
| 14 | 小川良介   | 2022年 - 2024年 | 消費・安全局長            | 退職                                                 |
| 15 | 渡邉洋一   | 2024年 -        | 畜産局長                  | 現職                                                 |